# Venta de las Veguillas
La Venta es un anejo de Umbrías, Provincia de Ávila, Castilla y León, España.
Está ubicado a 1 kilómetro de Umbrías y a una altitud de 1070 metros. Con 2 habitantes se convierte junto con Hustias en uno de los núcleos poblacionales más pequeños de la zona, estando casi deshabitados en época invernal. Esta es la tabla de habitantes censados en el municipio desde el año 2000:
| Gráfica de evolución demográfica de Venta de las Veguillas entre 2000 y 2023             |
|                                                                                          |
| Fuente: Instituto Nacional de Estadística de España - Elaboración gráfica por Wikipedia. |

- Datos: Q16466514